# 徳川寿千代
- 徳川 寿千代
- 徳川 壽千代

徳川 寿千代（とくがわ ひさちよ）は、幕末の武士、田安徳川家第6代当主。父は第5・8代当主の徳川慶頼。

## 生涯
万延元年（1860年）3月11日、慶頼の長男として誕生した。母は側室・高井武子。幼名は寿千代。
文久3年（1863年）1月18日、父・慶頼が隠居したため、代わりに田安徳川家の当主に就いたが、2年後の慶応元年（1865年）2月4日、6歳で夭折した。法名は英樹院。東叡山寛永寺・凌雲院に葬られた。
同月5日、弟・亀之助（後の家達）が襲封した。